# Discodes encopiformis
Discodes encopiformis is een vliesvleugelig insect uit de familie Encyrtidae. De wetenschappelijke naam is voor het eerst geldig gepubliceerd in 1847 door Walker.